# Sergio Corbucci
Sergio Corbucci (ur. 6 grudnia 1927 w Rzymie, zm. 1 grudnia 1990 w Rzymie) – włoski reżyser i scenarzysta filmowy, przedstawiciel nurtu spaghetti westernów.

## Życiorys
Karierę zaczął jako krytyk filmowy w piśmie „Schermi del Mondo”. W latach 50. XX wieku rozpoczął karierę jako autor filmów dokumentalnych dla kanadyjskiej telewizji. Doświadczenie przy filmach fabularnych zdobył jako współpracownik przy kręconych we Włoszech produkcjach hollywoodzkich. Dołączył około 1965 roku do nurtu spaghetti westernów, tworząc charakterystyczne filmy parodiujące hollywoodzkie kino kowbojskie. Jego twórczość cechowała się wyjątkową brutalnością i pesymizmem, eksponując zarazem motywy polityczne, skierowane przeciwko amerykańskiemu kapitalizmowi. Do najbardziej znanych jego filmów należą Django (1966), Człowiek zwany Ciszą (1968) i Zawodowiec (1968).
Corbucci był jednym z najbardziej płodnych reżyserów spaghetti westernów. Wyprodukował więcej niż 50 filmów. Jest uznawany za najważniejszego, po Sergiu Leone, przedstawiciela nurtu.